# Sydsjælland smiler
|  | Denne artikel er oprettet af botten Steenthbot ud fra en ekstern database. Den kan derfor have sproglige fejl eller mangler. Denne skabelon kan fjernes efter kontrol af indholdet. |

Sydsjælland smiler er en dansk dokumentarfilm.

## Handling
Optagelser fra Strøby Kro, Næstved, Stevns Klint, Ellegaard, Rørvig, Fakse Kalkbrud med Rollotårnet, Mern, Mølleporten i Stege, Møns Klint m.m.